# 里弗塞斯縣
里弗塞斯縣（英語：Rivercess County）是西非國家利比里亞15縣之一，首府里弗塞斯，面積5,594平方公里，北毗寧巴縣，東接錫諾縣，南臨大西洋，西鄰大巴薩縣，2008年人口71,509，下分8區。

## 外部連結
- Place name codes[永久]